# 키비우크 (위성)

키비우크(Kiviuq , 토성 XXIV)는 토성의 불규칙 위성이며 이뉴잇군에 속해 있다. 2000년에 발견했으며 지름은 약 16Km이다.